# Кургани Безіменний і Гульбище
51°28′46″ пн. ш. 31°17′10″ сх. д. / 51.4793516° пн. ш. 31.2861764° сх. д.
Курга́ни «Безіме́нний» і «Гульбище» — давньоруські кургани (датовані X ст.) на Болдиних горах у Чернігові.
Загалом, кургани Болдиних гір досліджувалися у 1872 і 1908 роках Д. Я. Самоквасовим, у 1965 році С. С. Ширинським.

Знахідки розкопок зберігаються в Державному історичному музеї у м. Москва.

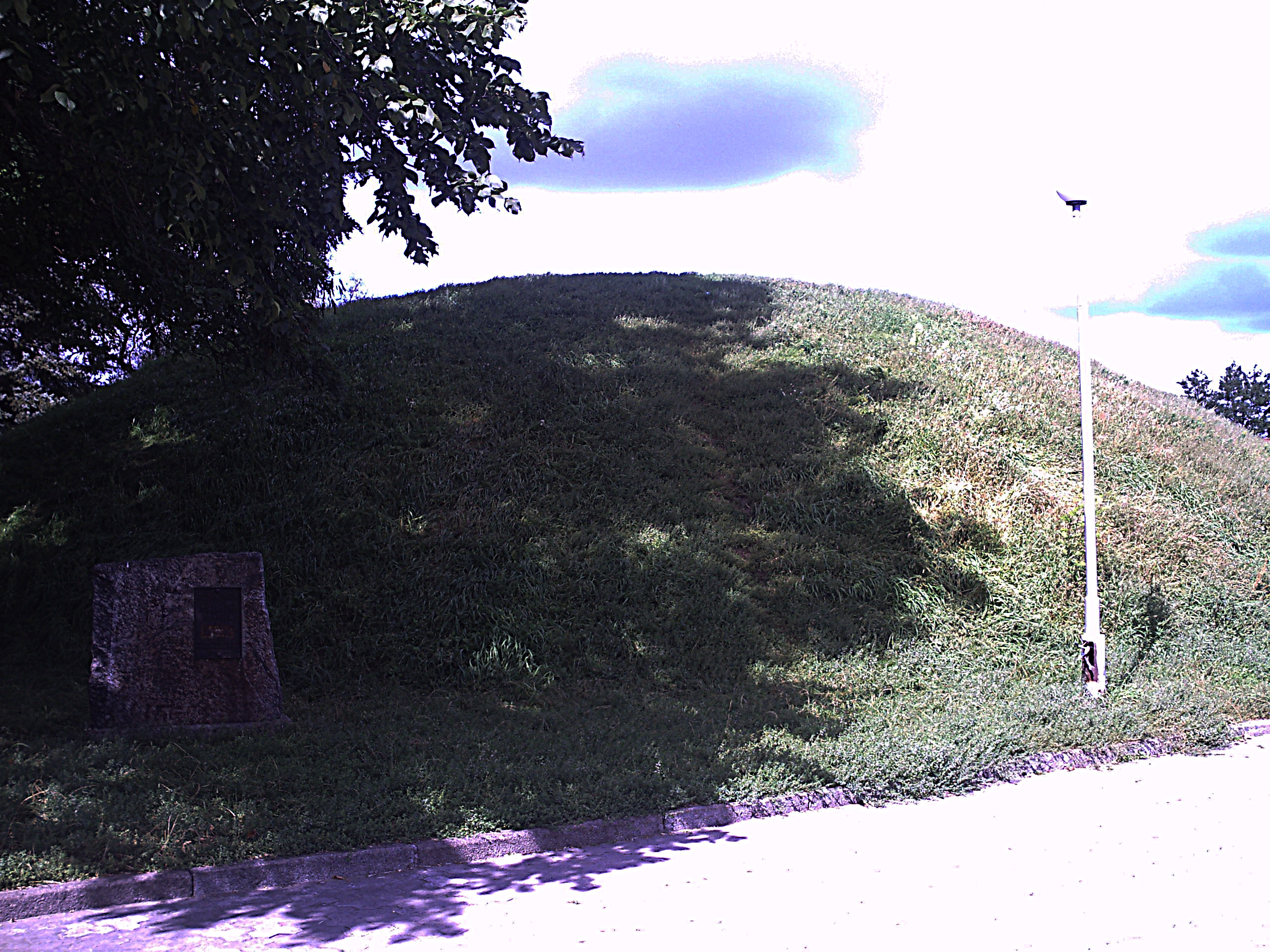
Курган «Гульбище»
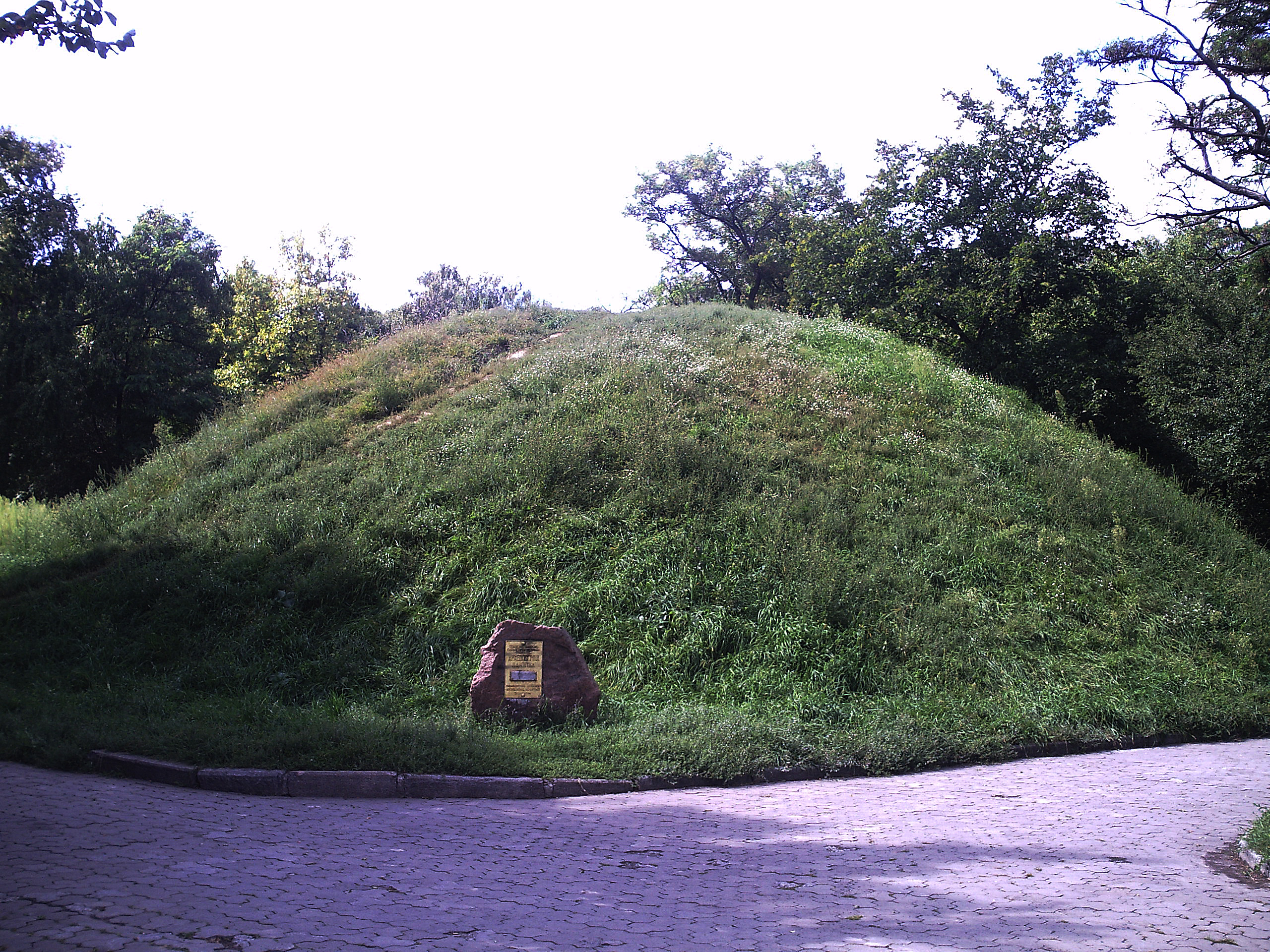
Курган «Безіменний»

## Подробиці досліджень

### Курган «Гульбище»
Курган «Гульбище» — оточений ровом насип висотою 8,5 м та діаметром 22 м, який вперше розкопаний експедицією археолога Д. Я. Самоквасова у 1872 році. Тоді, під час розкопок, насип кургана розкопано на третину висоти, після чого вглиб закладено шурф-колодязь діаметром 14 метрів і прорізами зі сходу і півночі.
Дослідженнями навколо кургана виявлено, що біля підніжжя кургану знаходились троє ґрунтових сходів.
Однією з перших значних знахідок став шолом чернігівського типу, виявлений у окисленній металевій масі на глибині 8 метрів. Він являв собою металеву шапкоподібну основу із мідним верхів'ям, а також мідною напівокруглою бляхою спереду. Інші фрагменти залізної маси виявились залишками кольчуги, злиплими в єдине ціле під дією вогню і подальших процесів окислення.
На місці розкопок також виявлені поховання чоловіка, жінки і коня. Один із скелетів скоріш за все належав дружиннику. Також знайдено різноманітні предмети, супутні язичницькому поховальному обряду кремації (жертовний посуд із баранячими кістками, хутром і т. ін. із слідами спалення до покладання в могилу). Побутові предмети, такі як: саманідський диргем XI ст., кресало і точило, гребінець, ніж, молоток, цвяхи, залишки дерев'яних відер і бронзового глека. Серед коштовностей були присутні намиста, скляні зливки, золоті і срібні ґудзики, масивні бронзові підвіски, бронзове кільце і срібні поясні пряжки.
Серед різного військового спорядження найбільш вражаючою знахідкою був надзвичайно великий меч — найбільший із знайдених давньоруських мечів. Його загальна довжина з ручкою — 126 см (за розрахунками). Клинок шириною 6,5 см мав довжину 105 см, масивну ручку прикрашали срібні насічки і три ряди каменів.
Для порівняння: у X столітті давньоруські мечі зазвичай мали довжину 85-90 см. Для вільного володіння мечем, знайденому в кургані «Гульбище», воїн повинен був мати зріст не менше 215 см. Про богатирську статуру невідомого дружинника свідчили й інші предмети військового спорядження, знайдені в кургані. Деякі історики, а також і фахівці по древньому озброєнню припускають, що тут був похований билинний Ілля Муромець. Треба зазначити, що підстави для таких тверджень все ж таки є. У багатьох билинах ім'я цього казково сильного богатиря неодноразово згадується у зв'язку з тими або іншими подіями в Чернігові або біля нього.
Заміри розмірів зроблені після розчищення знахідки не піднімаючи меч з поверхні. Під час підняття меча верхня частина леза розкололась на кілька великих фрагментів, а площина леза біля наконечника взагалі розсипалася на крихти іржі. Таким чином, археологам вдалось вилучити і направити на дослідження тільки руків'я (ефес) і фрагменти леза. Існує тільки запис Д. Самоквасова про приблизну довжину меча «немногим более 6 пядей в длину».
Досліджуючи курган Дмитро Самоквасов зазначив, що назва кургану є народною. Місцевий житель пояснив дослідникам, що за 20 років до розкопок на верхівці кургану монахи Троїцького монастиря вибрали землю і облаштували земляні лави. Ще раніше верхівка була обкладена цеглою.

###### Дискусія навколо статури воїна
Відсутність повного комплексу фрагментів леза меча подекуди породжувала суперечки навколо теорії про надзвичайний зріст похованого.
Версію про феноменальний богатирський зріст і статуру похованого підтримували Д. Я. Самоквасов, Б. О. Рибаков, А. М. Кірпічніков, В. В. Сєдов.
Д. Я. Самоквасов у своїх звітах вказав довжину меча приблизно: «около семи четвертей…», що відповідає 124,46 см (Одна чверть — 17,78 см.). і порівнював його із західноєвропейськими дворучними мечами.
Б. О. Рибаков спирався на описи Самоквасова, не заперечуючи їх, і наводив довжину леза меча як 103,46 см. Для порівняння Рибаков надавав описи іншого відомого тоді меча з ідентичним руків'ям та лезом, яке, ймовірно, було вкорочене.
До проблеми статури похованого звертався О. Дубинець на сторінках журналу Сіверянський літопис (2006. — № 5), опираючись на дослідження відомих мечів, шоломів, стремен. За результатами замірів параметрів 67 відомих екземплярів мечів давньоруської доби, О .Дубинець доводить, що екземпляр з кургану не є унікальним, хоча, водночас, є нечастим для тієї доби. Так за довжиною руків'я меч з Гульбища віднесено до групи, яка становить 26,9 % від усієї добірки, за вагою клинка — до групи в 28,6 %. Підсумовуючи описане, дослідник припускає, що такі довгі мечі, ймовірно, свідчать про спробу пристосувати їх до кінного бою (похований був вершником).
Другим за вживаністю аргументом щодо статури воїна були заміри стремен. Б. О. Рибаков писав, що знайдені в кургані стремена у півтора рази більші за типові для того часу. Нові дослідження виявили, що стремена завширшки 14 см зустрічаються у 44 % серед відомих нині знахідок. А також відомі знахідки ще більших за шириною стремен.

### Курган Безіменний
У 1872 році Дмитро Самоквасов з експедицією розкопав другий за своєю величиною курган — «Безіменний», який розташований поряд з курганом «Гульбище» на відстані близько 15 метрів. Висота кургану — 5 метрів (первісно — 7 м.), діаметр — 21 метр. У власних дослідженнях Д. Я. Самоквасов зазначив, що на той час курган опоясував рівчак 6 аршин (~8 м.) шириною і 2 з половиною аршини в глибину. Рівчак із чотирма перемичками для підступу до кургану. Курган розкопувався за тією ж технікою, що і «Гульбище» — спершу археологи зняли половину верхів'я насипу, затим заглибились у шурф по центру. Комплекс знахідок у кургані розташовувався на глибині підніжжя, де виявлено велике кострище із землею кольору цегли. Археологи виявили сокири, серпи, ножі, вудила, залізні обручі від дерев'яних відер, залишки одягу. Цікавою знахідкою є обережно складені, згнилі від часу, відрізи грубої тканини. За язичницькими віруваннями вважалося, що подібні речі необхідні в потойбічному житті.
Знахідки з цього кургану мали гірший стан ніж у сусідньому кургані. Деякі з них були повністю зіпсовані. Самоквасов пояснив це наявністю в рівчаку ями, якою до підніжжя кургану всотувалась стічна вода після дощів.
На думку відомого історика, професора Бориса Рибакова, курган «Безіменний» слід датувати першою половиною X століття.